# وینزلر
وینزلر (به لوکزامبورگی: Wanseler) یک شهرداری در استان ویلتز کشور لوکزامبورگ است که ۳۰٫۴۳ کیلومترمربع مساحت دارد و جمعیت آن در سال ۲۰۰۹ میلادی ۱۰۳۹ نفر بوده‌است.